# ویردکهر ویلیج (آرکانزاس)
ویردکهر ویلیج (آرکانزاس) (به انگلیسی: Wiederkehr Village, Arkansas) یک شهر در ایالات متحده آمریکا با جمعیت ۴۶ نفر است که در آرکانزاس واقع شده‌است.

## موقعیت جغرافیایی
موقعیت جغرافیایی شهرها و مناطق اطراف به شرح زیر است: